# インビ駅
インビ駅（マレー語：Stesen Imbi）はマレーシアクアラルンプールインビにある、ラピドKLKLモノレールの駅。駅番号は「MR5」。

## 歴史
- 2003年8月31日 - 開業。

## 駅構造

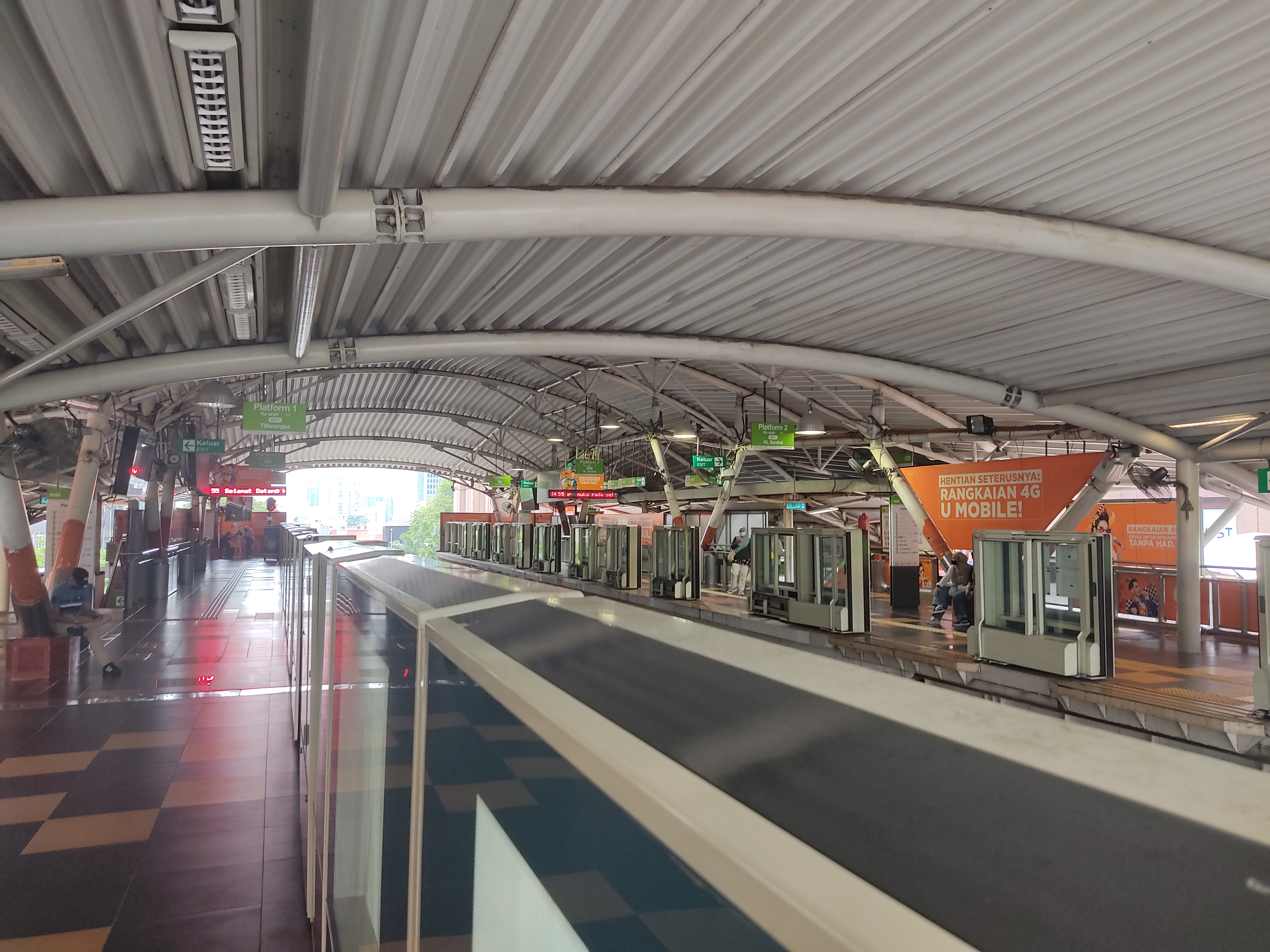
プラットホーム

インビ通り上にある高架駅。ホームは相対式2面2線構造で、ホームドアを設置している。

### のりば
| 1 | 8 KLモノレール | ブキッ・ビンタン、ティティワンサ方面 |
| 2 | 8 KLモノレール | ハン・トゥア、KLセントラル方面       |

## 駅周辺
- ベルジャヤ・タイムズ・スクウェア - 駅前にあるショッピングセンター兼ホテル
- プラザ・ロウ・ヤット（英語版）
- プラザ・スンガイ・ワン（英語版）
- プラザ・ベルジャヤ
- メリア・クアラルンプール
- クラブ・デ・ベガス

## バス路線
全てバスラピドKLの運行。
- B113 : マルリLRT - スルタン・モハメド・メラルイ通りターミナル - ブキッ・ビンタンKLモノレール - マルリLRT
- U27 : スリ・ニラム・アパートメント - ブキッ・ビンタンKLモノレール → メラルイ・マダン・ムダ (ブキッ・ビンタン方面のみ)
- U31 : パンダン - ブキッ・ビンタンKLモノレール → メラルイ・タマン・ケンサナ(ブキッ・ビンタン方面のみ)
- U32 : タマン・ダガン - ブキッ・ビンタンKLモノレール → メラルイ・カンプン・パンダン(ブキッ・ビンタン方面のみ)
- U44 : バンダル・スリ・ペリマイスリ（英語版） - ブキッ・ビンタンKLモノレール → メラルイ・ケラス・フラット(ブキッ・ビンタン方面のみ)
- U45 : バンダル・トゥン・ラザク（英語版） → ブキッ・ビンタンKLモノレール (ブキッ・ビンタン方面のみ)
- U46 : タマン・デサ・バイドゥリ → ブキッ・ビンタンKLモノレール (ブキッ・ビンタン方面のみ)
- U47 : タマン・セガール → ブキッ・ビンタンKLモノレール (ブキッ・ビンタン方面のみ)
- U48 : デサ・プタリン（英語版） → ブキッ・ビンタンKLモノレール (ブキッ・ビンタン方面のみ)
- U410 : ブキッ・ビンタンKLモノレール- タマン・メダ・ケラス(バトゥ9ケラス（マレー語版）経由) - ブキッ・ビンタンKLモノレール

## 隣の駅
ラピドKL
8 KLモノレール
ハン・トゥア駅 (MR4) - インビ駅 (MR5) - ブキッ・ビンタン駅 (MR6)